# Geschichte einer Seele (Therese von Lisieux)

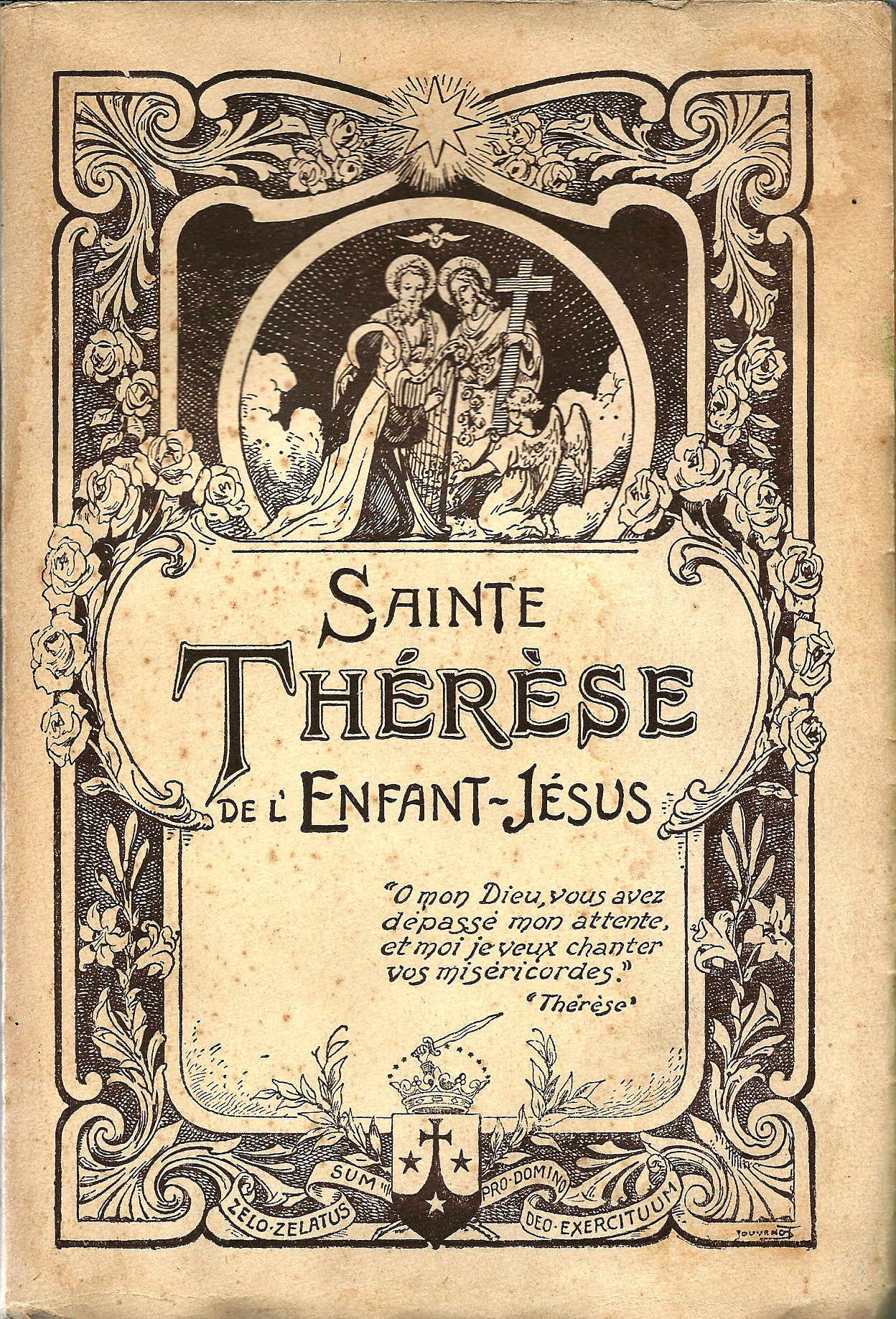
Buchumschlag der Ausgabe von 1940

Geschichte einer Seele (französisch: Histoire d’une âme) ist eine autobiografische Erzählung der heiligen Therese von Lisieux. Das Buch wurde 1898 kurz nach dem Tod der Autorin veröffentlicht und erfreute sich sofort großer Beliebtheit.
Therese von Lisieux erzählt einerseits ihre Lebensgeschichte und entwickelt eine eigene Theologie, genannt die Theologie des „kleinen Weges“ (petite voie).

## Zusammensetzung
Das Werk setzt sich aus drei autobiografischen Manuskripten zusammen, die chronologisch und aufgrund ihrer Adressaten unterschieden werden:
- Manuskript A / Agnès - Autobiographie I (Januar 1895 – Januar 1896)
- Manuskript B / Marie - Geistlicher Brief (September 1896)
- Manuskript C / Gonzague - Autobiographie II (Juni – Juli 1897)

## Entstehung
Das Manuskript A war nicht zur Veröffentlichung bestimmt. Pauline, ihre leibliche Schwester und als Schwester Agnes von Jesus ihre Oberin, forderte 1895 die jüngere Therese auf, die Geschichte ihres Lebens zu verfassen. Diese schrieb und antwortete, man werde auf den Seiten „nicht so sehr mein eigenes Leben im eigentlichen Sinn finden, als vielmehr meine Gedanken über die Gnadenerweise unseres Herrn“.
Manuskript B ist nicht klar einzuordnen: es stellt sich sowohl als Brief, Gebet, Gesang und geistliches Testament dar. Ursprünglich handelt es sich um eine persönliche Antwort an Schwester Marie du Sacré-Coeur aus dem Jahr 1896, die zugleich eine ältere Schwester von Therese war. Therese von Lisieux hat in den letzten Lebenswochen das Dokument selbst korrigiert.
1897, im Angesicht des Todes, begann Therese die Arbeit an einem dritten Schriftstück, das das Manuskript A ergänzen sollte und als Manuskript C in das Buch einging. Es blieb unvollendet.
Eine erste Veröffentlichung erfolgte im Oktober 1898 unter dem Titel Sœur Thérèse de l’Enfant-Jésus et de Sainte Face, religieuse carmélite 1873–1897 : Histoire d’une Ame, écrite par elle-même, LETTRES — POÉSIES. Nach einer ersten Auflage von 1000 Exemplaren erfolgte noch im selben Jahr eine zweite Edition.

## Rezeption
Der Erfolg der Autobiographie war gewaltig. Allein bis 1955 erschienen 46 verschiedene Auflagen. 36 Übersetzungen wurden bis 1914 aufgelegt, dazu noch die französische Originalausgabe.

## Verfilmungen
- Geschichte einer Seele. Original: Procès au Vatican (1951).
- Thérèse (1986). Mit Catherine Mouchet, Regie Alain Cavalier.
- Thérèse: The Story of Saint Thérèse of Lisieux (2004), Regie Leonardo Defilippis.